# Antena 1 Rio de Janeiro
Antena 1 Rio de Janeiro é uma estação de rádio brasileira do Rio de Janeiro inicialmente situada no Centro do Rio. Mais tarde mudou-se para o bairro da Urca. Opera nos 103.7 MHz em FM e é afiliada à Antena 1. Chegou a encerrar suas atividades às 0h do dia 1 de junho de 2009 dando lugar à Nativa FM Rio de Janeiro, mas retornou ao seu dial, 6 anos depois, em 16 de dezembro de 2015, após a extinção da Nativa.
Possui uma programação diferenciada do restante da rede, mantendo um licenciamento da marca em acordo com a matriz paulista com informes noticiosos durante a programação a cada meia hora (das 8 às 19 horas, de segunda a sexta e das 9 às 19 horas ou 10 às 20 horas, aos finais de semana e feriados) e prestação de serviços (como dicas culturais, previsão do tempo e economia). Uma de suas características é ter apenas mulheres no elenco de radialistas. É também a única afiliada da Antena 1 a tocar música brasileira.

## História
Foi criada no ano de 1979 como uma rádio voltada ao público jovem tocando música pop. 
Seu primeiro time de locutores tinha nomes consagrados como Eládio Sandoval, Romílson Luiz, Eloy de Carlo, André Camarinha, Salu e Big Alex. Logo depois chegaram Luiz Santoro, Mário Márcio e Osmar Cintra. A Antena 1 tinha como concorrente direta a Rádio Cidade, que desde a sua fundação, em 1977, era líder de audiência no FM.
Aos poucos foi se tornando uma rádio voltada ao flash back e a músicas do estilo adulto contemporâneo e mais tarde, em 1989, adotou o formato Lite FM que a consolidou como a rádio mais estável do Dial carioca. Sua programação musical tinha uma qualidade superior à de suas concorrentes, com o melhor da música nacional e internacional.
Sem nenhum prévio aviso, a direção da rádio arrendou sua frequência ao Grupo Diários Associados, passando a transmitir em 1º de junho de 2009 a programação da Nativa FM, que antes operava na frequência 96.5, hoje ocupada pela repetidora em FM da Super Rádio Tupi, também pertencente aos Diários Associados. A partir de então, a Antena 1 Rio deixou de existir e a equipe foi desfeita. Até o dia 16 de dezembro de 2015, uma web rádio na internet, a Lite FM Rio, esteve no ar, a qual possuía uma programação semelhante a da Antena 1 Rio.
No dia 16 de dezembro de 2015, a Nativa FM sai do ar com o fim do arrendamento da frequência pelos Diários Associados e a "Lite FM" retorna ao dial, com o seu instrumental que foi utilizado no encerramento e até mesmo a música, "Stars on 45 - Beatles Medley".
Em dezembro de 2018, a Antena 1 Rio firma uma parceria com a Super Rádio Tupi passando a trabalhar em conjunto nas áreas de programação e comercial ampliando as frentes de atuação das duas emissoras.
Em 4 de fevereiro de 2019, a emissora reformou a programação passando a atuar com mais locutores ao vivo e estrearam o boletim Minuto do Esporte apresentado por José Carlos Araújo em duas edições de segunda a sábado e o Em Foco apresentado por Luiz Ribeiro também em duas edições de segunda a sábado. Além disso, também passou a ter alguns espaços ao jornalismo em sua programação além de seis informativos curtos em tempo real do trânsito ao longo do dia. A emissora também passou a adotar a flexibilização de A Voz do Brasil veiculando o programa governamental as 21h (durante a Voz do Brasil, segue com a programação musical pela internet) seguindo depois com locução ao vivo até 0h.
Em 1 de junho de 2021, o palestrante de vendas, comunicador e escritor Diego Maia retornou a Antena 1 Rio para apresentar o programa diário BóraVoar, às 7h30 e às 17h30, com conteúdo relacionado ao universo do empreendedorismo e do dia-a-dia corporativo. 